# روبن فرناندز
روبن فرناندز (انگلیسی: Rúben Fernandes؛ زادهٔ ۶ مهٔ ۱۹۸۶) بازیکن فوتبال اهل پرتغال است.
از باشگاه‌هایی که در آن بازی کرده‌است می‌توان به باشگاه ورزشی اشتوریل پرایا، باشگاه فوتبال وارزیم، و باشگاه فوتبال سنت ترویدنس اشاره کرد.
وی همچنین در تیم‌های ملی فوتبال زیر ۲۰ سال پرتغال و تیم ملی فوتبال پرتغال ب بازی کرده‌است.

## تیم ملی
فرناندز در سال ۲۰۰۶، سه بازی ملی برای تیم ملی فوتبال زیر ۲۰ سال پرتغال انجام داد. اولین بازی او در ۵ اکتبر، در پیروزی ۶–۰ مقابل سائوتومه و پرنسیپ برای بازی‌های لوسوفونی بود که به میدان رفت.